# Boubacar Moungoro
Boubacar Moungoro (Bamako, 22 settembre 1994) è un ex cestista maliano.